# Torneo Clausura 2009 (México)
El Torneo Clausura 2009 fue  la edición LXXXI del campeonato de liga de la Primera División del fútbol mexicano; Se trató del 26º torneo corto, luego del cambio en el formato de competencia, con el que se cerró la temporada 2008-09.

## Sistema de competencia
El torneo de Clausura cierra la temporada 2008-2009 del fútbol profesional en México. La liga de Primera División está conformada por dieciocho equipos que se organizan en tres grupos. La primera fase del torneo enfrenta entre sí a todos los equipos participantes, y avanzan a la liguilla (torneo final a eliminación directa) los dos mejores equipos de cada grupo, y los dos equipos mejor ubicados en la tabla general que no hayan quedado en primero o segundo de su grupo.

## Equipos por Entidad Federativa
En el ciclo futbolístico 2008-2009, las entidades federativas de la República Mexicana con más equipos profesionales en la Primera División fue la Ciudad de México y Jalisco con 3, seguidos de Nuevo León con 2.
| Santos Laguna Monterrey Tigres Morelia Atlas Guadalajara U.A.G San Luis Necaxa Puebla Toluca América Cruz Azul UNAM Pachuca Indios de Ciudad Juárez Atlante Chiapas | \| Entidad Federativa \| N.º \| Equipos \| \| ------------------ \| --- \| -------------------------- \| \| Distrito Federal \| 3 \| América, Cruz Azul, UNAM \| \| Jalisco \| 3 \| Atlas, Tecos y Guadalajara \| \| Nuevo León \| 2 \| Monterrey y Tigres \| \| Michoacán \| 1 \| Morelia \| \| Estado de México \| 1 \| Toluca \| \| Coahuila \| 1 \| Santos Laguna \| \| San Luis Potosí \| 1 \| San Luis \| \| Aguascalientes \| 1 \| Necaxa \| \| Puebla \| 1 \| Puebla \| \| Hidalgo \| 1 \| Pachuca \| \| Chihuahua \| 1 \| Indios de Ciudad Juárez \| \| Quintana Roo \| 1 \| Atlante \| \| Chiapas \| 1 \| Chiapas \| |                            |
| Entidad Federativa | N.º | Equipos                    |
| Distrito Federal | 3 | América, Cruz Azul, UNAM   |
| Jalisco | 3 | Atlas, Tecos y Guadalajara |
| Nuevo León | 2 | Monterrey y Tigres         |
| Michoacán | 1 | Morelia                    |
| Estado de México | 1 | Toluca                     |
| Coahuila | 1 | Santos Laguna              |
| San Luis Potosí | 1 | San Luis                   |
| Aguascalientes | 1 | Necaxa                     |
| Puebla | 1 | Puebla                     |
| Hidalgo | 1 | Pachuca                    |
| Chihuahua | 1 | Indios de Ciudad Juárez    |
| Quintana Roo | 1 | Atlante                    |
| Chiapas | 1 | Chiapas                    |

## Equipos participantes
| Equipo                  | Ciudad                           | Estadio                        | Capacidad | Entrenador              |
| ----------------------- | -------------------------------- | ------------------------------ | --------- | ----------------------- |
| América                 | México, D. F.                    | Azteca                         | 105,064   | Ramón Ángel Díaz        |
| Atlante                 | Cancún, Quintana Roo             | Olímpico Andrés Quintana Roo   | 19,000    | José Guadalupe Cruz     |
| Atlas                   | Guadalajara, Jalisco             | Jalisco                        | 60,000    | Darío Franco            |
| Cruz Azul               | México, D. F.                    | Azul                           | 39,000    | Benjamín Galindo        |
| Jaguares                | Tuxtla Gutiérrez, Chiapas        | Víctor Manuel Reyna            | 25,000    | Miguel Ángel Brindisi   |
| Guadalajara             | Guadalajara, Jalisco             | Jalisco                        | 60,000    | Efraín Flores           |
| Indios de Ciudad Juárez | Chihuahua, Ciudad Juárez         | Estadio Olímpico Benito Juárez | 22,000    | Héctor Hugo Eugui       |
| Monterrey               | Monterrey, Nuevo León            | Tecnológico                    | 38,000    | Víctor Manuel Vucetich  |
| Morelia                 | Morelia, Michoacán               | Morelos                        | 41,056    | Luis Fernando Tena      |
| Necaxa                  | Aguascalientes                   | Estadio Victoria               | 25,500    | Octavio Becerril        |
| Pachuca                 | Pachuca, Hidalgo                 | Hidalgo                        | 30,000    | Enrique Meza            |
| Puebla                  | Puebla, Puebla                   | Cuauhtémoc                     | 41,638    | José Luis Sánchez Solá  |
| San Luis                | San Luis Potosí, San Luis Potosí | Alfonso Lastras Ramírez        | 30,000    | Luis Américo Scatolaro  |
| Santos                  | Torreón, Coahuila                | Corona                         | 18,500    | Daniel Guzmán           |
| Tecos UAG               | Zapopan, Jalisco                 | Tres de Marzo                  | 25,015    | Miguel Herrera          |
| Tigres UANL             | Monterrey, Nuevo León            | Universitario                  | 43,600    | Manuel Lapuente         |
| Toluca                  | Toluca, Estado de México         | Nemesio Díez                   | 30,000    | José Manuel de la Torre |
| Pumas UNAM              | México, D. F.                    | Olímpico Universitario         | 66,000    | Ricardo Ferretti        |

### Cambios de entrenadores
| Equipo        | Entrenador (jornadas)                                 |
| ------------- | ----------------------------------------------------- |
| Atlas         | Darío Franco (1 - 4) Ricardo La Volpe (5 - 17)        |
| América       | Ángel Ramón Díaz (1 - 4) Jesús Ramírez (5 - 17)       |
| Tigres        | Manuel Lapuente (1 - 7) José Néstor Pékerman (8 - 17) |
| Morelia       | Luis Fernando Tena (1 - 8) Tomás Boy (9 - 17)         |
| Necaxa        | Octavio Becerril (1 - 9) Raúl Arias (10 - 17)         |
| Santos Laguna | Daniel Guzmán (1 - 11) Sergio Bueno (12 - 17)         |
| Cruz Azul     | Benjamín Galindo (1 - 16) Robert Dante Siboldi (17)*  |

## Estadios
|                                                                                          |                                                                                                  | |
|                                                                                          |                                                                                                  | |
| Estadio Azteca Ciudad: México Capacidad: 114.600 Club: América                           | Estadio Olímpico Universitario Ciudad: México Capacidad: 72.449 Club: Universidad Nacional       | Estadio Jalisco Ciudad: Guadalajara Capacidad: 60.713 Club: Atlas, Deportivo Guadalajara             |
|                                                                                          |                                                                                                  | |
| Estadio Cuauhtémoc Ciudad: Puebla Capacidad: 48.000 Club: Puebla                         | Estadio Universitario Ciudad: San Nicolás de los Garza Capacidad: 43.000 Club: Tigres de la UANL | Estadio Morelos Ciudad: Morelia Capacidad: 41.056 Club: Monarcas Morelia                             |
|                                                                                          |                                                                                                  | |
| Estadio Victoria Ciudad: Aguascalientes Capacidad: 25.000 Club: Necaxa                   | Estadio Tecnológico Ciudad: Monterrey Capacidad: 36.485 Club: Monterrey                          | Estadio Azul Ciudad: México Capacidad: 35.161 Club: Cruz Azul                                        |
|                                                                                          |                                                                                                  | |
| Estadio Alfonso Lastras Ramírez Ciudad: San Luis Potosí Capacidad: 35.000 Club: San Luis | Estadio Víctor Manuel Reyna Ciudad: Tuxtla Gutiérrez Capacidad: 31.500 Club: Jaguares de Chiapas | Estadio Hidalgo Ciudad: Pachuca Capacidad: 30.000 Club: Pachuca                                      |
|                                                                                          |                                                                                                  | |
| Estadio Nemesio Díez Ciudad: Toluca Capacidad: 27.000 Club: Deportivo Toluca             | Estadio Tres de Marzo Ciudad: Zapopan Capacidad: 25.000 Club: Estudiantes Tecos de la UAG        | Estadio Olímpico Benito Juárez Ciudad: Ciudad Juárez Capacidad: 22.300 Club: Indios de Ciudad Juárez |
|                                                                                          |                                                                                                  | |
| Estadio Olímpico Andrés Quintana Roo Ciudad: Cancún Capacidad: 20.000 Club: Atlante      | Estadio Corona Ciudad: Torreón Capacidad: 18.000 Club: Santos Laguna                             | |

## Tabla general
| Pos. | Equipo      | Pts. | PJ | G  | E | P | GF | GC | Dif. | Clasificación                   |
| ---- | ----------- | ---- | -- | -- | - | - | -- | -- | ---- | ------------------------------- |
| 1    | Pachuca     | 36   | 17 | 11 | 3 | 3 | 42 | 23 | +19  | Cuartos de final de la liguilla |
| 2    | Toluca      | 36   | 17 | 10 | 6 | 1 | 34 | 19 | +15  | Cuartos de final de la liguilla |
| 3    | UNAM (C)    | 28   | 17 | 8  | 4 | 5 | 23 | 17 | +6   | Cuartos de final de la liguilla |
| 4    | Monterrey   | 26   | 17 | 7  | 5 | 5 | 28 | 22 | +6   | Cuartos de final de la liguilla |
| 5    | Puebla      | 26   | 17 | 7  | 5 | 5 | 21 | 24 | −3   | Cuartos de final de la liguilla |
| 6    | Tecos UAG   | 25   | 17 | 6  | 7 | 4 | 21 | 17 | +4   | Cuartos de final de la liguilla |
| 7    | Indios      | 23   | 17 | 5  | 8 | 4 | 21 | 22 | −1   | Cuartos de final de la liguilla |
| 8    | América     | 23   | 17 | 6  | 5 | 6 | 25 | 27 | −2   |                                 |
| 9    | Santos      | 22   | 17 | 5  | 7 | 5 | 25 | 20 | +5   |                                 |
| 10   | Morelia     | 22   | 17 | 5  | 7 | 5 | 19 | 20 | −1   |                                 |
| 11   | Guadalajara | 21   | 17 | 5  | 6 | 6 | 21 | 20 | +1   |                                 |
| 12   | Chiapas     | 21   | 17 | 5  | 6 | 6 | 22 | 24 | −2   | Cuartos de final de la liguilla |
| 13   | Atlas       | 21   | 17 | 5  | 6 | 6 | 22 | 29 | −7   |                                 |
| 14   | Atlante     | 17   | 17 | 3  | 8 | 6 | 18 | 21 | −3   |                                 |
| 15   | San Luis    | 17   | 17 | 4  | 5 | 8 | 21 | 27 | −6   |                                 |
| 16   | Tigres      | 14   | 17 | 2  | 8 | 7 | 15 | 26 | −11  |                                 |
| 17   | Necaxa (D)  | 14   | 17 | 3  | 5 | 9 | 17 | 30 | −13  | Descenso de categoría           |
| 18   | Cruz Azul   | 13   | 17 | 2  | 7 | 8 | 26 | 33 | −7   |                                 |

 Fuente: Torneo Clausura 2009

### Grupos

#### Grupo 1
| Pos. | Equipo    | Pts. | PJ | G  | E | P | GF | GC | Dif. | Clasificación                   |
| ---- | --------- | ---- | -- | -- | - | - | -- | -- | ---- | ------------------------------- |
| 1    | Pachuca   | 36   | 17 | 11 | 3 | 3 | 42 | 23 | +19  | Cuartos de final de la liguilla |
| 2    | Monterrey | 26   | 17 | 7  | 5 | 5 | 28 | 22 | +6   | Cuartos de final de la liguilla |
| 3    | Puebla    | 26   | 17 | 7  | 5 | 5 | 21 | 24 | −3   | Cuartos de final de la liguilla |
| 4    | Indios    | 23   | 17 | 5  | 8 | 4 | 21 | 22 | −1   | Cuartos de final de la liguilla |
| 5    | Santos    | 22   | 17 | 5  | 7 | 5 | 25 | 20 | +5   |                                 |
| 6    | Atlante   | 17   | 17 | 3  | 8 | 6 | 18 | 21 | −3   |                                 |

 Fuente: [cita requerida]

#### Grupo 2
| Pos. | Equipo      | Pts. | PJ | G | E | P | GF | GC | Dif. | Clasificación                   |
| ---- | ----------- | ---- | -- | - | - | - | -- | -- | ---- | ------------------------------- |
| 1    | UNAM (C)    | 28   | 17 | 8 | 4 | 5 | 23 | 17 | +6   | Cuartos de final de la liguilla |
| 2    | Tecos UAG   | 25   | 17 | 6 | 7 | 4 | 21 | 17 | +4   | Cuartos de final de la liguilla |
| 3    | América     | 23   | 17 | 6 | 5 | 6 | 25 | 27 | −2   |                                 |
| 4    | Morelia     | 22   | 17 | 5 | 7 | 5 | 19 | 20 | −1   |                                 |
| 5    | Guadalajara | 21   | 17 | 5 | 6 | 6 | 21 | 20 | +1   |                                 |
| 6    | Cruz Azul   | 13   | 17 | 2 | 7 | 8 | 26 | 33 | −7   |                                 |

 Fuente: [cita requerida]

#### Grupo 3
| Pos. | Equipo     | Pts. | PJ | G  | E | P | GF | GC | Dif. | Clasificación                   |
| ---- | ---------- | ---- | -- | -- | - | - | -- | -- | ---- | ------------------------------- |
| 1    | Toluca     | 36   | 17 | 10 | 6 | 1 | 34 | 19 | +15  | Cuartos de final de la liguilla |
| 2    | Chiapas    | 21   | 17 | 5  | 6 | 6 | 22 | 24 | −2   | Cuartos de final de la liguilla |
| 3    | Atlas      | 20   | 16 | 5  | 5 | 6 | 22 | 29 | −7   |                                 |
| 4    | San Luis   | 12   | 12 | 4  | 0 | 8 | 21 | 27 | −6   |                                 |
| 5    | Tigres     | 14   | 17 | 2  | 8 | 7 | 15 | 26 | −11  |                                 |
| 6    | Necaxa (D) | 14   | 17 | 3  | 5 | 9 | 17 | 30 | −13  | Descenso de categoría           |

 Fuente: [cita requerida]

## Tabla (Porcentual)
| 1                                                             | Toluca       | 170 | 102 | 1.6667 |
| 2                                                             | Pachuca      | 168 | 102 | 1.6471 |
| 3                                                             | Guadalajara  | 167 | 102 | 1.6372 |
| 4                                                             | Cruz Azul    | 153 | 102 | 1.5000 |
| 5                                                             | San Luis     | 152 | 102 | 1.4902 |
| 6                                                             | U.N.A.M      | 147 | 102 | 1.4412 |
| 7                                                             | Santos       | 146 | 102 | 1.4314 |
| 8                                                             | América      | 140 | 102 | 1.3725 |
| 9                                                             | Atlante      | 138 | 102 | 1.3529 |
| 10                                                            | Monarcas     | 131 | 102 | 1.2843 |
| 11                                                            | Atlas        | 130 | 102 | 1.2745 |
| 12                                                            | Monterrey    | 129 | 102 | 1.2647 |
| 13                                                            | Indios       | 42  | 34  | 1.2352 |
| 14                                                            | Chiapas      | 125 | 102 | 1.2255 |
| 15                                                            | Tecos U.A.G. | 122 | 102 | 1.1961 |
| 16                                                            | Puebla       | 79  | 68  | 1.1618 |
| 17                                                            | Tigres UANL  | 112 | 102 | 1.0980 |
| 18                                                            | Necaxa       | 110 | 102 | 1.0784 |
| Pts – puntos ganados; PJ – partidos jugados; POR - Porcentaje |              |     |     |        |

|  |                            |
|  | Desciende a la Primera "A" |

## Resultados
- Los horarios son correspondientes al Tiempo del Centro de México (UTC-6 y UTC-5 en horario de verano). Excepto en el caso del Club Indios que corresponden al Tiempo de la Montaña de México (UTC-7 y UTC-6 en horario de verano).[1]

| Jornada 1     | Jornada 1 | Jornada 1 | Jornada 1           | Jornada 1   | Jornada 1 | Jornada 1 |
| Local         | Resultado | Visitante | Estadio             | Fecha       | Hora      |           |
| ------------- | --------- | --------- | ------------------- | ----------- | --------- | --------- |
| Tecos         | 1 - 2     | Indios    | Tres de Marzo       | 16 de enero | 20:00     |           |
| Jaguares      | 2 - 1     | Atlas     | Víctor Manuel Reyna | 17 de enero | 17:00     |           |
| Monterrey     | 4 - 0     | Puebla    | Tecnológico         | 17 de enero | 17:00     |           |
| Morelia       | 0 - 0     | San Luis  | Morelos             | 17 de enero | 19:00     |           |
| Guadalajara   | 3 - 3     | Cruz Azul | Jalisco             | 17 de enero | 19:00     |           |
| Necaxa        | 1 - 2     | UNAM      | Victoria            | 17 de enero | 21:00     |           |
| Toluca        | 3 - 3     | Atlante   | Nemesio Díez        | 18 de enero | 12:00     |           |
| Pachuca       | 4 - 1     | Tigres    | Hidalgo             | 18 de enero | 16:00     |           |
| Santos Laguna | 1 - 2     | América   | Corona              | 18 de enero | 18:00     |           |

| Jornada 2   | Jornada 2 | Jornada 2     | Jornada 2                    | Jornada 2   | Jornada 2 | Jornada 2 |
| Local       | Resultado | Visitante     | Estadio                      | Fecha       | Hora      |           |
| ----------- | --------- | ------------- | ---------------------------- | ----------- | --------- | --------- |
| San Luis    | 1 - 2     | Pachuca       | Alfonso Lastras Ramírez      | 24 de enero | 17:00     |           |
| Cruz Azul   | 4 - 0     | Atlas         | Azul                         | 24 de enero | 17:00     |           |
| Guadalajara | 1 - 0     | Tecos         | Jalisco                      | 24 de enero | 19:00     |           |
| Tigres      | 0 - 3     | Jaguares      | Universitario                | 24 de enero | 19:00     |           |
| Atlante     | 2 - 0     | Morelia       | Olímpico Andrés Quintana Roo | 24 de enero | 21:00     |           |
| Indios      | 1 - 1     | Monterrey     | Olímpico Benito Juárez       | 25 de enero | 11:00     |           |
| Puebla      | 1 - 0     | Necaxa        | Cuauhtémoc                   | 25 de enero | 12:00     |           |
| UNAM        | 1 - 0     | Santos Laguna | Olímpico Universitario       | 25 de enero | 12:00     |           |
| América     | 2 - 2     | Toluca        | Azteca                       | 25 de enero | 16:00     |           |

| Jornada 3     | Jornada 3 | Jornada 3   | Jornada 3           | Jornada 3    | Jornada 3 | Jornada 3 |
| Local         | Resultado | Visitante   | Estadio             | Fecha        | Hora      |           |
| ------------- | --------- | ----------- | ------------------- | ------------ | --------- | --------- |
| Tecos         | 1 - 0     | Cruz Azul   | Tres de Marzo       | 30 de enero  | 20:00     |           |
| Jaguares      | 1 - 2     | San Luis    | Víctor Manuel Reyna | 31 de enero  | 17:00     |           |
| Monterrey     | 1 - 2     | Guadalajara | Tecnológico         | 31 de enero  | 17:00     |           |
| Morelia       | 1 - 0     | América     | Morelos             | 31 de enero  | 19:00     |           |
| Atlas         | 1 - 1     | Tigres      | Jalisco             | 31 de enero  | 20:45     |           |
| Necaxa        | 2 - 2     | Indios      | Victoria            | 31 de enero  | 21:00     |           |
| Pachuca       | 1 - 1     | Atlante     | Hidalgo             | 1 de febrero | 12:00     |           |
| Toluca        | 1 - 0     | UNAM        | Nemesio Díez        | 1 de febrero | 15:00     |           |
| Santos Laguna | 0 - 0     | Puebla      | Corona              | 1 de febrero | 16:00     |           |

| Jornada 4   | Jornada 4 | Jornada 4     | Jornada 4                    | Jornada 4    | Jornada 4 | Jornada 4 |
| Local       | Resultado | Visitante     | Estadio                      | Fecha        | Hora      |           |
| ----------- | --------- | ------------- | ---------------------------- | ------------ | --------- | --------- |
| Tecos       | 2 - 3     | Monterrey     | Tres de Marzo                | 6 de febrero | 20:00     |           |
| San Luis    | 2 - 1     | Atlas         | Alfonso Lastras Ramírez      | 7 de febrero | 17:00     |           |
| Cruz Azul   | 1 - 1     | Tigres        | Azul                         | 7 de febrero | 17:00     |           |
| Guadalajara | 1 - 1     | Necaxa        | Jalisco                      | 7 de febrero | 19:00     |           |
| Atlante     | 0 - 2     | Jaguares      | Olímpico Andrés Quintana Roo | 7 de febrero | 21:00     |           |
| Indios      | 0 - 0     | Santos Laguna | Olímpico Benito Juárez       | 8 de febrero | 11:00     |           |
| Puebla      | 0 - 2     | Toluca        | Cuauhtémoc                   | 8 de febrero | 12:00     |           |
| UNAM        | 0 - 1     | Morelia       | Olímpico Universitario       | 8 de febrero | 12:00     |           |
| América     | 1 - 3     | Pachuca       | Azteca                       | 8 de febrero | 16:00     |           |

| Jornada 5     | Jornada 5 | Jornada 5   | Jornada 5           | Jornada 5     | Jornada 5 | Jornada 5 |
| Local         | Resultado | Visitante   | Estadio             | Fecha         | Hora      |           |
| ------------- | --------- | ----------- | ------------------- | ------------- | --------- | --------- |
| Jaguares      | 0 - 0     | América     | Víctor Manuel Reyna | 14 de febrero | 17:00     |           |
| Monterrey     | 3 - 1     | Cruz Azul   | Tecnológico         | 14 de febrero | 17:00     |           |
| Pachuca       | 3 - 2     | UNAM        | Hidalgo             | 14 de febrero | 19:00     |           |
| Morelia       | 1 - 2     | Puebla      | Morelos             | 14 de febrero | 19:00     |           |
| Tigres        | 1 - 0     | San Luis    | Universitario       | 14 de febrero | 20:00     |           |
| Atlas         | 1 - 0     | Atlante     | Jalisco             | 14 de febrero | 20:45     |           |
| Necaxa        | 1 - 3     | Tecos       | Victoria            | 14 de febrero | 21:00     |           |
| Toluca        | 1 - 0     | Indios      | Nemesio Díez        | 15 de febrero | 12:00     |           |
| Santos Laguna | 2 - 1     | Guadalajara | Corona              | 15 de febrero | 16:00     |           |

| Jornada 6   | Jornada 6 | Jornada 6     | Jornada 6                    | Jornada 6     | Jornada 6 | Jornada 6 |
| Local       | Resultado | Visitante     | Estadio                      | Fecha         | Hora      |           |
| ----------- | --------- | ------------- | ---------------------------- | ------------- | --------- | --------- |
| Indios      | 2 - 0     | Morelia       | Olímpico Benito Juárez       | 18 de febrero | 18:00     |           |
| América     | 2 - 2     | Atlas         | Azteca                       | 18 de febrero | 19:00     |           |
| Cruz Azul   | 2 - 2     | San Luis      | Azul                         | 18 de febrero | 20:00     |           |
| Tecos       | 1 - 0     | Santos Laguna | Tres de Marzo                | 18 de febrero | 20:00     |           |
| Atlante     | 1 - 1     | Tigres        | Olímpico Andrés Quintana Roo | 18 de febrero | 20:30     |           |
| Monterrey   | 3 - 0     | Necaxa        | Tecnológico                  | 18 de febrero | 20:30     |           |
| Guadalajara | 1 - 2     | Toluca        | Jalisco                      | 18 de febrero | 20:45     |           |
| UNAM        | 1 - 1     | Jaguares      | Olímpico Universitario       | 18 de febrero | 21:00     |           |
| Puebla      | 2 - 2     | Pachuca       | Cuauhtémoc                   | 18 de febrero | 21:00     |           |

| Jornada 7     | Jornada 7 | Jornada 7   | Jornada 7               | Jornada 7     | Jornada 7 | Jornada 7 |
| Local         | Resultado | Visitante   | Estadio                 | Fecha         | Hora      |           |
| ------------- | --------- | ----------- | ----------------------- | ------------- | --------- | --------- |
| San Luis      | 1 - 1     | Atlante     | Alfonso Lastras Ramírez | 21 de febrero | 17:00     |           |
| Pachuca       | 3 - 0     | Indios      | Hidalgo                 | 21 de febrero | 17:00     |           |
| Jaguares      | 2 - 4     | Puebla      | Víctor Manuel Reyna     | 21 de febrero | 17:00     |           |
| Morelia       | 1 - 1     | Guadalajara | Morelos                 | 21 de febrero | 19:00     |           |
| Tigres        | 2 - 3     | América     | Universitario           | 21 de febrero | 19:00     |           |
| Atlas         | 2 - 0     | UNAM        | Jalisco                 | 21 de febrero | 20:45     |           |
| Toluca        | 1 - 1     | Tecos       | Nemesio Díez            | 22 de febrero | 12:00     |           |
| Santos Laguna | 2 - 0     | Monterrey   | Corona                  | 22 de febrero | 16:00     |           |
| Necaxa        | 2 - 4     | Cruz Azul   | Victoria                | 22 de febrero | 16:00     |           |

| Jornada 8   | Jornada 8 | Jornada 8     | Jornada 8              | Jornada 8     | Jornada 8 | Jornada 8 |
| Local       | Resultado | Visitante     | Estadio                | Fecha         | Hora      |           |
| ----------- | --------- | ------------- | ---------------------- | ------------- | --------- | --------- |
| Tecos       | 0 - 0     | Morelia       | Tres de Marzo          | 27 de febrero | 20:00     |           |
| Monterrey   | 3 - 3     | Toluca        | Tecnológico            | 28 de febrero | 17:00     |           |
| Cruz Azul   | 0 - 0     | Atlante       | Azul                   | 28 de febrero | 17:00     |           |
| Guadalajara | 5 - 0     | Pachuca       | Jalisco                | 28 de febrero | 19:00     |           |
| Indios      | 1 - 1     | Jaguares      | Olímpico Benito Juárez | 1 de marzo    | 11:00     |           |
| Puebla      | 1 - 1     | Atlas         | Cuauhtémoc             | 1 de marzo    | 12:00     |           |
| UNAM        | 2 - 1     | Tigres        | Olímpico Universitario | 1 de marzo    | 12:00     |           |
| Necaxa      | 2 - 2     | Santos Laguna | Victoria               | 1 de marzo    | 14:00     |           |
| América     | 0 - 2     | San Luis      | Azteca                 | 1 de marzo    | 16:00     |           |

| Jornada 9     | Jornada 9 | Jornada 9   | Jornada 9                    | Jornada 9  | Jornada 9 | Jornada 9 |
| Local         | Resultado | Visitante   | Estadio                      | Fecha      | Hora      |           |
| ------------- | --------- | ----------- | ---------------------------- | ---------- | --------- | --------- |
| Jaguares      | 2 - 0     | Guadalajara | Víctor Manuel Reyna          | 7 de marzo | 17:00     |           |
| San Luis      | 0 - 2     | UNAM        | Alfonso Lastras Ramírez      | 7 de marzo | 17:00     |           |
| Morelia       | 2 - 2     | Monterrey   | Morelos                      | 7 de marzo | 19:00     |           |
| Tigres        | 1 - 2     | Puebla      | Universitario                | 7 de marzo | 19:00     |           |
| Pachuca       | 3 - 2     | Tecos       | Hidalgo                      | 7 de marzo | 19:05     |           |
| Atlas         | 3 - 1     | Indios      | Jalisco                      | 7 de marzo | 20:45     |           |
| Toluca        | 1 - 0     | Necaxa      | Nemesio Díez                 | 8 de marzo | 12:00     |           |
| Santos Laguna | 2 - 2     | Cruz Azul   | Corona                       | 8 de marzo | 16:00     |           |
| Atlante       | 3 - 1     | América     | Olímpico Andrés Quintana Roo | 8 de marzo | 16:00     |           |

| Jornada 10    | Jornada 10 | Jornada 10 | Jornada 10             | Jornada 10  | Jornada 10 | Jornada 10 |
| Local         | Resultado  | Visitante  | Estadio                | Fecha       | Hora       |            |
| ------------- | ---------- | ---------- | ---------------------- | ----------- | ---------- | ---------- |
| Tecos         | 0 - 0      | Jaguares   | Tres de Marzo          | 13 de marzo | 20:00      |            |
| Monterrey     | 2 - 0      | Pachuca    | Tecnológico            | 14 de marzo | 17:00      |            |
| Cruz Azul     | 1 - 3      | América    | Azul                   | 14 de marzo | 17:00      |            |
| Necaxa        | 2 - 0      | Morelia    | Victoria               | 14 de marzo | 21:00      |            |
| Indios        | 2 - 2      | Tigres     | Olímpico Benito Juárez | 15 de marzo | 11:00      |            |
| Puebla        | 2 - 1      | San Luis   | Cuauhtémoc             | 15 de marzo | 12:00      |            |
| UNAM          | 3 - 1      | Atlante    | Olímpico Universitario | 15 de marzo | 12:00      |            |
| Santos Laguna | 2 - 2      | Toluca     | Corona                 | 15 de marzo | 16:00      |            |
| Guadalajara   | 0 - 1      | Atlas      | Jalisco                | 15 de marzo | 17:00      |            |

| Jornada 11 | Jornada 11 | Jornada 11    | Jornada 11                   | Jornada 11  | Jornada 11 | Jornada 11 |
| Local      | Resultado  | Visitante     | Estadio                      | Fecha       | Hora       |            |
| ---------- | ---------- | ------------- | ---------------------------- | ----------- | ---------- | ---------- |
| Jaguares   | 1 - 0      | Monterrey     | Víctor Manuel Reyna          | 21 de marzo | 17:00      |            |
| San Luis   | 4 - 1      | Indios        | Alfonso Lastras Ramírez      | 21 de marzo | 17:00      |            |
| Morelia    | 2 - 1      | Santos Laguna | Morelos                      | 21 de marzo | 19:00      |            |
| Tigres     | 1 - 0      | Guadalajara   | Universitario                | 21 de marzo | 19:00      |            |
| Pachuca    | 3 - 0      | Necaxa        | Hidalgo                      | 21 de marzo | 19:00      |            |
| Atlas      | 0 - 0      | Tecos         | Jalisco                      | 21 de marzo | 20:45      |            |
| Atlante    | 0 - 1      | Puebla        | Olímpico Andrés Quintana Roo | 21 de marzo | 21:00      |            |
| Toluca     | 3 - 1      | Cruz Azul     | Nemesio Díez                 | 22 de marzo | 12:00      |            |
| América    | 0 - 0      | UNAM          | Azteca                       | 22 de marzo | 16:00      |            |

| Jornada 12    | Jornada 12 | Jornada 12 | Jornada 12             | Jornada 12 | Jornada 12 | Jornada 12 |
| Local         | Resultado  | Visitante  | Estadio                | Fecha      | Hora       |            |
| ------------- | ---------- | ---------- | ---------------------- | ---------- | ---------- | ---------- |
| Tecos         | 0 - 0      | Tigres     | Tres de Marzo          | 3 de abril | 20:00      |            |
| Cruz Azul     | 2 - 3      | UNAM       | Azul                   | 4 de abril | 17:00      |            |
| Monterrey     | 2 - 2      | Atlas      | Tecnológico            | 4 de abril | 17:00      |            |
| Guadalajara   | 1 - 0      | San Luis   | Jalisco                | 4 de abril | 19:00      |            |
| Necaxa        | 2 - 1      | Jaguares   | Victoria               | 4 de abril | 21:00      |            |
| Indios        | 0 - 0      | Atlante    | Olímpico Benito Juárez | 5 de abril | 11:00      |            |
| Puebla        | 2 - 3      | América    | Cuauhtémoc             | 5 de abril | 12:00      |            |
| Toluca        | 2 - 1      | Morelia    | Nemesio Díez           | 5 de abril | 12:00      |            |
| Santos Laguna | 2 - 2      | Pachuca    | Corona                 | 5 de abril | 16:00      |            |

| Jornada 13 | Jornada 13 | Jornada 13    | Jornada 13                   | Jornada 13  | Jornada 13 | Jornada 13 |
| Local      | Resultado  | Visitante     | Estadio                      | Fecha       | Hora       |            |
| ---------- | ---------- | ------------- | ---------------------------- | ----------- | ---------- | ---------- |
| Jaguares   | 0 - 2      | Santos Laguna | Víctor Manuel Reyna          | 11 de abril | 17:00      |            |
| San Luis   | 3 - 3      | Tecos         | Alfonso Lastras Ramírez      | 11 de abril | 17:00      |            |
| Morelia    | 1 - 1      | Cruz Azul     | Morelos                      | 11 de abril | 19:00      |            |
| Tigres     | 0 - 0      | Monterrey     | Universitario                | 11 de abril | 19:00      |            |
| Pachuca    | 3 - 1      | Toluca        | Hidalgo                      | 11 de abril | 19:00      |            |
| Atlas      | 4 - 1      | Necaxa        | Jalisco                      | 11 de abril | 20:45      |            |
| Atlante    | 2 - 2      | Guadalajara   | Olímpico Andrés Quintana Roo | 11 de abril | 21:00      |            |
| UNAM       | 3 - 1      | Puebla        | Olímpico Universitario       | 12 de abril | 12:00      |            |
| América    | 3 - 3      | Indios        | Azteca                       | 12 de abril | 17:00      |            |

| Jornada 14    | Jornada 14 | Jornada 14 | Jornada 14             | Jornada 14  | Jornada 14 | Jornada 14 |
| Local         | Resultado  | Visitante  | Estadio                | Fecha       | Hora       |            |
| ------------- | ---------- | ---------- | ---------------------- | ----------- | ---------- | ---------- |
| Tecos         | 2 - 1      | Atlante    | Tres de Marzo          | 17 de abril | 20:00      |            |
| Cruz Azul     | 1 - 2      | Puebla     | Azul                   | 18 de abril | 17:00      |            |
| Monterrey     | 1 - 0      | San Luis   | Tecnológico            | 18 de abril | 17:00      |            |
| Morelia       | 2 - 0      | Pachuca    | Morelos                | 18 de abril | 19:00      |            |
| Necaxa        | 1 - 0      | Tigres     | Victoria               | 18 de abril | 21:00      |            |
| Indios        | 0 - 0      | UNAM       | Olímpico Benito Juárez | 19 de abril | 11:00      |            |
| Toluca        | 1 - 0      | Jaguares   | Nemesio Díez           | 19 de abril | 12:00      |            |
| Santos Laguna | 4 - 1      | Atlas      | Corona                 | 19 de abril | 16:00      |            |
| Guadalajara   | 1 - 0      | América    | Jalisco                | 19 de abril | 17:00      |            |

| Jornada 15 | Jornada 15 | Jornada 15    | Jornada 15                   | Jornada 15  | Jornada 15 | Jornada 15 |
| Local      | Resultado  | Visitante     | Estadio                      | Fecha       | Hora       |            |
| ---------- | ---------- | ------------- | ---------------------------- | ----------- | ---------- | ---------- |
| San Luis   | 1 - 1      | Necaxa        | Alfonso Lastras Ramírez      | 24 de abril | 20:30      |            |
| Jaguares   | 2 - 2      | Morelia       | Víctor Manuel Reyna          | 25 de abril | 17:00      |            |
| Tigres     | 1 - 1      | Santos Laguna | Universitario                | 25 de abril | 17:00      |            |
| Pachuca    | 3 - 0      | Cruz Azul     | Hidalgo                      | 25 de abril | 19:00      |            |
| Atlas      | 0 - 0      | Toluca        | Jalisco                      | 25 de abril | 20:45      |            |
| Atlante    | 0 - 1      | Monterrey     | Olímpico Andrés Quintana Roo | 25 de abril | 21:00      |            |
| UNAM       | 1 - 1      | Guadalajara   | Olímpico Universitario       | 26 de abril | 12:00      |            |
| Puebla     | 0 - 2      | Indios        | Cuauhtémoc                   | 26 de abril | 12:00      |            |
| América    | 1 - 2      | Tecos         | Azteca                       | 26 de abril | 16:00      |            |

| Jornada 16    | Jornada 16 | Jornada 16 | Jornada 16    | Jornada 16 | Jornada 16 | Jornada 16 |
| Local         | Resultado  | Visitante  | Estadio       | Fecha      | Hora       |            |
| ------------- | ---------- | ---------- | ------------- | ---------- | ---------- | ---------- |
| Tecos         | 2 - 0      | UNAM       | Tres de Marzo | 1 de mayo  | 18:00      |            |
| Cruz Azul     | 0 - 1      | Indios     | Azul          | 2 de mayo  | 17:00      |            |
| Monterrey     | 2 - 3      | América    | Tecnológico   | 2 de mayo  | 17:00      |            |
| Pachuca       | 5 - 1      | Jaguares   | Hidalgo       | 2 de mayo  | 19:00      |            |
| Morelia       | 4 - 2      | Atlas      | Morelos       | 2 de mayo  | 19:00      |            |
| Guadalajara   | 0 - 0      | Puebla     | Jalisco       | 2 de mayo  | 19:00      |            |
| Necaxa        | 1 - 1      | Atlante    | Victoria      | 2 de mayo  | 21:00      |            |
| Toluca        | 4 - 1      | Tigres     | Nemesio Díez  | 3 de mayo  | 12:00      |            |
| Santos Laguna | 3 - 1      | San Luis   | Corona        | 3 de mayo  | 16:00      |            |

| Jornada 17 | Jornada 17 | Jornada 17    | Jornada 17                   | Jornada 17 | Jornada 17 | Jornada 17 |
| Local      | Resultado  | Visitante     | Estadio                      | Fecha      | Hora       |            |
| ---------- | ---------- | ------------- | ---------------------------- | ---------- | ---------- | ---------- |
| Jaguares   | 3 - 3      | Cruz Azul     | Víctor Manuel Reyna          | 9 de mayo  | 17:00      |            |
| San Luis   | 1 - 5      | Toluca        | Alfonso Lastras Ramírez      | 9 de mayo  | 17:00      |            |
| Atlas      | 0 - 5      | Pachuca       | Jalisco                      | 9 de mayo  | 20:45      |            |
| Atlante    | 2 - 1      | Santos Laguna | Olímpico Andrés Quintana Roo | 9 de mayo  | 21:00      |            |
| América    | 1 - 0      | Necaxa        | Azteca                       | 9 de mayo  | 21:00      |            |
| Tigres     | 1 - 1      | Morelia       | Universitario                | 9 de mayo  | 21:00      |            |
| UNAM       | 3 - 0      | Monterrey     | Olímpico Universitario       | 10 de mayo | 12:00      |            |
| Puebla     | 1 - 1      | Tecos         | Cuauhtémoc                   | 10 de mayo | 12:00      |            |
| Indios     | 3 - 1      | Guadalajara   | Olímpico Benito Juárez       | 10 de mayo | 15:00      |            |

## Liguilla
|  | Cuartos de final                                               | Cuartos de final                                               | Cuartos de final                                               | Cuartos de final                                               | Cuartos de final                                               |   |   | Semifinales                                                    | Semifinales                                                    | Semifinales                                                    | Semifinales                                                    | Semifinales                                                    |  |   | Final                                                | Final                                                | Final                                                | Final                                                | Final                                                |  |
|  | 13 y 14 de mayo de 2009 (ida) 16 y 17 de mayo de 2009 (vuelta) | 13 y 14 de mayo de 2009 (ida) 16 y 17 de mayo de 2009 (vuelta) | 13 y 14 de mayo de 2009 (ida) 16 y 17 de mayo de 2009 (vuelta) | 13 y 14 de mayo de 2009 (ida) 16 y 17 de mayo de 2009 (vuelta) | 13 y 14 de mayo de 2009 (ida) 16 y 17 de mayo de 2009 (vuelta) |   |   | 20 y 21 de mayo de 2009 (ida) 23 y 24 de mayo de 2009 (vuelta) | 20 y 21 de mayo de 2009 (ida) 23 y 24 de mayo de 2009 (vuelta) | 20 y 21 de mayo de 2009 (ida) 23 y 24 de mayo de 2009 (vuelta) | 20 y 21 de mayo de 2009 (ida) 23 y 24 de mayo de 2009 (vuelta) | 20 y 21 de mayo de 2009 (ida) 23 y 24 de mayo de 2009 (vuelta) |  |   | 28 de mayo de 2009 (ida) 31 de mayo de 2009 (vuelta) | 28 de mayo de 2009 (ida) 31 de mayo de 2009 (vuelta) | 28 de mayo de 2009 (ida) 31 de mayo de 2009 (vuelta) | 28 de mayo de 2009 (ida) 31 de mayo de 2009 (vuelta) | 28 de mayo de 2009 (ida) 31 de mayo de 2009 (vuelta) |  |
|  |                                                                |                                                                |                                                                |                                                                |                                                                |   |   |                                                                |                                                                |                                                                |                                                                |                                                                |  |   |                                                      |                                                      |                                                      |                                                      |                                                      |  |
|  |                                                                |                                                                |                                                                |                                                                |                                                                |   |   |                                                                |                                                                |                                                                |                                                                |                                                                |  |   |                                                      |                                                      |                                                      |                                                      |                                                      |  |
|  | 1                                                              | Pachuca                                                        | 3                                                              | 2                                                              | 5                                                              |   |   |                                                                |                                                                |                                                                |                                                                |                                                                |  |   |                                                      |                                                      |                                                      |                                                      |                                                      |  |
|  | 1                                                              | Pachuca                                                        | 3                                                              | 2                                                              | 5                                                              |   |   |                                                                |                                                                |                                                                |                                                                |                                                                |  |   |                                                      |                                                      |                                                      |                                                      |                                                      |  |
|  | 12                                                             | Chiapas                                                        | 1                                                              | 0                                                              | 1                                                              |   |   |                                                                |                                                                |                                                                |                                                                |                                                                |  |   |                                                      |                                                      |                                                      |                                                      |                                                      |  |
|  | 12                                                             | Chiapas                                                        | 1                                                              | 0                                                              | 1                                                              |   | 1 | Pachuca                                                        | 2                                                              | 2                                                              | 4                                                              |                                                                |  |   |                                                      |                                                      |                                                      |                                                      |                                                      |  |
|  |                                                                |                                                                |                                                                |                                                                |                                                                |   | 1 | Pachuca                                                        | 2                                                              | 2                                                              | 4                                                              |                                                                |  |   |                                                      |                                                      |                                                      |                                                      |                                                      |  |
|  |                                                                |                                                                | 7                                                              | Indios                                                         | 0                                                              | 3 | 3 |                                                                |                                                                |                                                                |                                                                |                                                                |  |   |                                                      |                                                      |                                                      |                                                      |                                                      |  |
|  | 2                                                              | Toluca                                                         | 7                                                              | Indios                                                         | 0                                                              | 3 | 3 | 0                                                              | 0                                                              | 0                                                              |                                                                |                                                                |  |   |                                                      |                                                      |                                                      |                                                      |                                                      |  |
|  | 2                                                              | Toluca                                                         |                                                                |                                                                |                                                                |   |   |                                                                |                                                                | 0                                                              |                                                                |                                                                |  |   |                                                      |                                                      |                                                      |                                                      |                                                      |  |
|  | 7                                                              | Indios                                                         | 1                                                              | 0                                                              | 1                                                              |   |   |                                                                |                                                                |                                                                |                                                                |                                                                |  |   |                                                      |                                                      |                                                      |                                                      |                                                      |  |
|  | 7                                                              | Indios                                                         | 1                                                              | 0                                                              | 1                                                              |   |   |                                                                |                                                                |                                                                |                                                                |                                                                |  | 1 | Pachuca                                              | 0                                                    | 2                                                    | 2                                                    |                                                      |  |
|  |                                                                |                                                                |                                                                |                                                                |                                                                |   |   |                                                                |                                                                |                                                                |                                                                |                                                                |  | 1 | Pachuca                                              | 0                                                    | 2                                                    | 2                                                    |                                                      |  |
|  |                                                                |                                                                | 3                                                              | UNAM (t.s.)                                                    | 1                                                              | 2 | 3 |                                                                |                                                                |                                                                |                                                                |                                                                |  |   |                                                      |                                                      |                                                      |                                                      |                                                      |  |
|  | 3                                                              | UNAM                                                           | 3                                                              | UNAM (t.s.)                                                    | 1                                                              | 2 | 3 | 0                                                              | 3                                                              | 3                                                              |                                                                |                                                                |  |   |                                                      |                                                      |                                                      |                                                      |                                                      |  |
|  | 3                                                              | UNAM                                                           |                                                                |                                                                |                                                                |   |   |                                                                |                                                                | 3                                                              |                                                                |                                                                |  |   |                                                      |                                                      |                                                      |                                                      |                                                      |  |
|  | 6                                                              | Tecos UAG                                                      | 2                                                              | 0                                                              | 2                                                              |   |   |                                                                |                                                                |                                                                |                                                                |                                                                |  |   |                                                      |                                                      |                                                      |                                                      |                                                      |  |
|  | 6                                                              | Tecos UAG                                                      | 2                                                              | 0                                                              | 2                                                              |   | 3 | UNAM (*)                                                       | 2                                                              | 1                                                              | 3                                                              |                                                                |  |   |                                                      |                                                      |                                                      |                                                      |                                                      |  |
|  |                                                                |                                                                |                                                                |                                                                |                                                                |   | 3 | UNAM (*)                                                       | 2                                                              | 1                                                              | 3                                                              |                                                                |  |   |                                                      |                                                      |                                                      |                                                      |                                                      |  |
|  |                                                                |                                                                | 5                                                              | Puebla                                                         | 1                                                              | 2 | 3 |                                                                |                                                                |                                                                |                                                                |                                                                |  |   |                                                      |                                                      |                                                      |                                                      |                                                      |  |
|  | 4                                                              | Monterrey                                                      | 5                                                              | Puebla                                                         | 1                                                              | 2 | 3 | 1                                                              | 2                                                              | 3                                                              |                                                                |                                                                |  |   |                                                      |                                                      |                                                      |                                                      |                                                      |  |
|  | 4                                                              | Monterrey                                                      |                                                                |                                                                |                                                                |   |   |                                                                |                                                                | 3                                                              |                                                                |                                                                |  |   |                                                      |                                                      |                                                      |                                                      |                                                      |  |
|  | 5                                                              | Puebla                                                         | 3                                                              | 2                                                              | 5                                                              |   |   |                                                                |                                                                |                                                                |                                                                |                                                                |  |   |                                                      |                                                      |                                                      |                                                      |                                                      |  |
|  | 5                                                              | Puebla                                                         | 3                                                              | 2                                                              | 5                                                              |   |   |                                                                |                                                                |                                                                |                                                                |                                                                |  |   |                                                      |                                                      |                                                      |                                                      |                                                      |  |
|  |                                                                |                                                                |                                                                |                                                                |                                                                |   |   |                                                                |                                                                |                                                                |                                                                |                                                                |  |   |                                                      |                                                      |                                                      |                                                      |                                                      |  |

- (*) Avanza por su posición en la tabla

|                        |
| UNAM Campeón 6° título |

### Cuartos de final
| 14 de mayo del 2009, 17:00 (UTC-5) | Chiapas     | 1:3 (1:2) | Pachuca                                   | Estadio Víctor Manuel Reyna, Tuxtla Gutiérrez |                                |
|                                    | Cardozo 39' | Reporte   | Aguilar 3' · Torres 21' · Mora 87' (a.g.) | Árbitro(s): Erim Ramírez Ulloa                | Árbitro(s): Erim Ramírez Ulloa |

| 17 de mayo del 2009, 18:00 (UTC-5) | Pachuca                     | 2:0 (1:0) (Global 5:1) | Chiapas | Estadio Hidalgo, Pachuca      |                               |
|                                    | Caballero 44' · Giménez 49' | Reporte                |         | Árbitro(s): Armando Archundia | Árbitro(s): Armando Archundia |
| Pachuca avanza a semifinales.      |                             |                        |         |                               |                               |

| 14 de mayo de 2009, 18:00 (UTC-6) | Indios                  | 1:0 (0:0) | Toluca | Estadio Olímpico Benito Juárez, Ciudad Juárez |                                     |
|                                   | Pérez Flores 56' (pen.) |           |        | Árbitro(s): Ricardo Arellano Nieves           | Árbitro(s): Ricardo Arellano Nieves |

| 17 de mayo de 2009, 12:00 (UTC-5) | Toluca | 0:0 (Global 0:1) | Indios | Estadio Nemesio Díez, Toluca        |  |
|                                   |        |                  |        | Árbitro(s): Marco Antonio Rodríguez |  |
| Indios avanza a Semifinales.      |        |                  |        |                                     |  |

| 13 de mayo de 2009, 19:00 (UTC-5) | Tecos                         | 2:0 (0:0) | UNAM | Estadio Tres de Marzo, Zapopan    |                                   |
|                                   | Morales 50' · Ruiz 86' (pen.) | Reporte   |      | Árbitro(s): José Alfredo Peñaloza | Árbitro(s): José Alfredo Peñaloza |

| 16 de mayo de 2009, 17:00 (UTC-5) | UNAM                                  | 3:0 (0:0) (Global 3:2) | Tecos | Estadio Olímpico Universitario, Ciudad de México |                                   |
|                                   | López 46' · Palencia 85' · Toledo 89' | Reporte                |       | Árbitro(s): Rafael Morales Ovalle                | Árbitro(s): Rafael Morales Ovalle |
| UNAM avanzó a Semifinales.        |                                       |                        |       |                                                  |                                   |

| 13 de mayo de 2009, 21:00 (UTC-5) | Puebla                                | 3:1 (2:0) | Monterrey | Estadio Cuauhtémoc, Puebla        |                                   |
|                                   | Galindo 4' · Acosta 6' · Cherokee 56' | Reporte   | Suazo 48' | Árbitro(s): Jaime Herrera Garduño | Árbitro(s): Jaime Herrera Garduño |

| 16 de mayo de 2009, 19:00 (UTC-5) | Monterrey                 | 2:2 (0:1) (Global 3:5) | Puebla                 | Estadio Tecnológico, Monterrey    |                                   |
|                                   | Paredes 58' · Carreño 77' | Reporte                | Acosta 3' · Rincón 55' | Árbitro(s): Roberto García Orozco | Árbitro(s): Roberto García Orozco |
| Puebla avanzó a Semifinales.      |                           |                        |                        |                                   |                                   |

### Semifinales
| 21 de mayo de 2009, 18:00 (UTC-6) | Indios | 0:2 (0:1) | Pachuca                  | Estadio Olímpico Benito Juárez, Ciudad Juárez |                             |
|                                   |        | Reporte   | Giménez 18' · Montes 86' | Árbitro(s): Paul Delgadillo                   | Árbitro(s): Paul Delgadillo |

| 24 de mayo de 2009, 18:00 (UTC-5) | Pachuca                    | 2:3 (1:1) (Global 4:3) | Indios                                              | Estadio Hidalgo, Pachuca      |                               |
|                                   | Cárdenas 13' · Pérez 90+1' | Reporte                | Santibañez 41' · Rodríguez Conde 61' · Maggiolo 81' | Árbitro(s): Armando Archundia | Árbitro(s): Armando Archundia |
| Pachuca avanzó a la Final (4-3).  |                            |                        |                                                     |                               |                               |

| 20 de mayo de 2009, 20:00 (UTC-5) | Puebla     | 1:2 (1:0) | UNAM                     | Estadio Cuauhtémoc, Puebla   |                              |
|                                   | Acosta 12' | Reporte   | Bravo 75' · Palacios 89' | Árbitro(s): Francisco Chacón | Árbitro(s): Francisco Chacón |

| 23 de mayo de 2009, 17:00 (UTC-5)                      | UNAM      | 1:2 (0:2) (Global 3:3) | Puebla                      | Estadio Olímpico Universitario, Ciudad de México |                                     |
|                                                        | Verón 89' | Reporte                | Moya 3' (pen.) · Osorno 30' | Árbitro(s): Marco Antonio Rodríguez              | Árbitro(s): Marco Antonio Rodríguez |
| UNAM avanzó a la Final por mejor posición en la tabla. |           |                        |                             |                                                  |                                     |

### Final
| 28 de mayo de 2009, 21:00 (UTC-5) | UNAM      | 1:0 (1:0) | Pachuca | Estadio Olímpico Universitario, Ciudad de México |                              |
|                                   | López 21' | Reporte   |         | Árbitro(s): Francisco Chacón                     | Árbitro(s): Francisco Chacón |

| 31 de mayo de 2009, 19:00 (UTC-5       | Pachuca                | 2:2 (1:0) (t. s.)(Global 2:3) | UNAM                     | Estadio Hidalgo, Pachuca    |                             |
|                                        | Giménez 32' (pen.) 78' | Reporte                       | López 61' · Barrera 107' | Árbitro(s): Paul Delgadillo | Árbitro(s): Paul Delgadillo |
| UNAM Campeón del Torneo Clausura 2009. |                        |                               |                          |                             |                             |

#### Final - Ida
| 125   | POR   | Sergio Bernal          |     |
| 4     | DEF   | Darío Verón            |     |
| 3     | DEF   | Marco Antonio Palacios |     |
| 6     | DEF   | Efraín Juárez          |     |
| 2     | DEF   | Efraín Velarde         |     |
| 5     | MED   | Israel Castro          |     |
| 13    | MED   | Jehu Chiapas           |     |
| 26    | MED   | David Toledo           | 72' |
| 17    | DEL   | Francisco Palencia     | 82' |
| 20    | DEL   | Ismael Íñiguez         | 88' |
| 9     | DEL   | Dante López            |     |
| D. T. | D. T. | Ricardo Ferretti       |     |

| 1     | POR   | Miguel Calero            |     |
| 26    | DEF   | Javier Muñoz             |     |
| 4     | DEF   | Marco Iván Pérez         |     |
| 16    | DEF   | Carlos Gerardo Rodríguez |     |
| 22    | DEF   | Paul Aguilar             |     |
| 6     | MED   | Jaime Correa             |     |
| 11    | MED   | José María Cárdenas      | 46' |
| 18    | MED   | José Francisco Torres    |     |
| 19    | MED   | Christian Giménez        |     |
| 7     | MED   | Damián Álvarez           | 76' |
| 9     | DEL   | Ulises Mendivil          | 59' |
| D. T. | D. T. | Enrique Meza             |     |

| 7  | MED | Leandro Augusto | 72' |
| 10 | DEL | Martín Bravo    | 82' |
| 8  | DEL | Pablo Barrera   | 88' |

| 15 | MED | Luis Montes       | 46' |
| 10 | DEL | Édgar Benítez     | 59' |
| 12 | MED | Juan Carlos Rojas | 76' |

| 21' | Dante López | 1:0 |

| 30' | David Toledo |

| 82' | Paul Aguilar |

| Principal  | Francisco Chacón  |
| Asistentes | Alberto Morín     |
|            | Alejandro Ayala   |
| Cuarto     | Armando Archundia |

| 125   | POR   | Sergio Bernal          |     |
| 4     | DEF   | Darío Verón            |     |
| 3     | DEF   | Marco Antonio Palacios |     |
| 6     | DEF   | Efraín Juárez          |     |
| 2     | DEF   | Efraín Velarde         |     |
| 5     | MED   | Israel Castro          |     |
| 13    | MED   | Jehu Chiapas           |     |
| 26    | MED   | David Toledo           | 72' |
| 17    | DEL   | Francisco Palencia     | 82' |
| 20    | DEL   | Ismael Íñiguez         | 88' |
| 9     | DEL   | Dante López            |     |
| D. T. | D. T. | Ricardo Ferretti       |     |

| 1     | POR   | Miguel Calero            |     |
| 26    | DEF   | Javier Muñoz             |     |
| 4     | DEF   | Marco Iván Pérez         |     |
| 16    | DEF   | Carlos Gerardo Rodríguez |     |
| 22    | DEF   | Paul Aguilar             |     |
| 6     | MED   | Jaime Correa             |     |
| 11    | MED   | José María Cárdenas      | 46' |
| 18    | MED   | José Francisco Torres    |     |
| 19    | MED   | Christian Giménez        |     |
| 7     | MED   | Damián Álvarez           | 76' |
| 9     | DEL   | Ulises Mendivil          | 59' |
| D. T. | D. T. | Enrique Meza             |     |

| 7  | MED | Leandro Augusto | 72' |
| 10 | DEL | Martín Bravo    | 82' |
| 8  | DEL | Pablo Barrera   | 88' |

| 15 | MED | Luis Montes       | 46' |
| 10 | DEL | Édgar Benítez     | 59' |
| 12 | MED | Juan Carlos Rojas | 76' |

| 21' | Dante López | 1:0 |

| 30' | David Toledo |

| 82' | Paul Aguilar |

| Principal  | Francisco Chacón  |
| Asistentes | Alberto Morín     |
|            | Alejandro Ayala   |
| Cuarto     | Armando Archundia |

| 125   | POR   | Sergio Bernal          |     |
| 4     | DEF   | Darío Verón            |     |
| 3     | DEF   | Marco Antonio Palacios |     |
| 6     | DEF   | Efraín Juárez          |     |
| 2     | DEF   | Efraín Velarde         |     |
| 5     | MED   | Israel Castro          |     |
| 13    | MED   | Jehu Chiapas           |     |
| 26    | MED   | David Toledo           | 72' |
| 17    | DEL   | Francisco Palencia     | 82' |
| 20    | DEL   | Ismael Íñiguez         | 88' |
| 9     | DEL   | Dante López            |     |
| D. T. | D. T. | Ricardo Ferretti       |     |

| 1     | POR   | Miguel Calero            |     |
| 26    | DEF   | Javier Muñoz             |     |
| 4     | DEF   | Marco Iván Pérez         |     |
| 16    | DEF   | Carlos Gerardo Rodríguez |     |
| 22    | DEF   | Paul Aguilar             |     |
| 6     | MED   | Jaime Correa             |     |
| 11    | MED   | José María Cárdenas      | 46' |
| 18    | MED   | José Francisco Torres    |     |
| 19    | MED   | Christian Giménez        |     |
| 7     | MED   | Damián Álvarez           | 76' |
| 9     | DEL   | Ulises Mendivil          | 59' |
| D. T. | D. T. | Enrique Meza             |     |

| 7  | MED | Leandro Augusto | 72' |
| 10 | DEL | Martín Bravo    | 82' |
| 8  | DEL | Pablo Barrera   | 88' |

| 15 | MED | Luis Montes       | 46' |
| 10 | DEL | Édgar Benítez     | 59' |
| 12 | MED | Juan Carlos Rojas | 76' |

| 21' | Dante López | 1:0 |

| 30' | David Toledo |

| 82' | Paul Aguilar |

| Principal  | Francisco Chacón  |
| Asistentes | Alberto Morín     |
|            | Alejandro Ayala   |
| Cuarto     | Armando Archundia |

| 125   | POR   | Sergio Bernal          |     |
| 4     | DEF   | Darío Verón            |     |
| 3     | DEF   | Marco Antonio Palacios |     |
| 6     | DEF   | Efraín Juárez          |     |
| 2     | DEF   | Efraín Velarde         |     |
| 5     | MED   | Israel Castro          |     |
| 13    | MED   | Jehu Chiapas           |     |
| 26    | MED   | David Toledo           | 72' |
| 17    | DEL   | Francisco Palencia     | 82' |
| 20    | DEL   | Ismael Íñiguez         | 88' |
| 9     | DEL   | Dante López            |     |
| D. T. | D. T. | Ricardo Ferretti       |     |

| 1     | POR   | Miguel Calero            |     |
| 26    | DEF   | Javier Muñoz             |     |
| 4     | DEF   | Marco Iván Pérez         |     |
| 16    | DEF   | Carlos Gerardo Rodríguez |     |
| 22    | DEF   | Paul Aguilar             |     |
| 6     | MED   | Jaime Correa             |     |
| 11    | MED   | José María Cárdenas      | 46' |
| 18    | MED   | José Francisco Torres    |     |
| 19    | MED   | Christian Giménez        |     |
| 7     | MED   | Damián Álvarez           | 76' |
| 9     | DEL   | Ulises Mendivil          | 59' |
| D. T. | D. T. | Enrique Meza             |     |

| 7  | MED | Leandro Augusto | 72' |
| 10 | DEL | Martín Bravo    | 82' |
| 8  | DEL | Pablo Barrera   | 88' |

| 15 | MED | Luis Montes       | 46' |
| 10 | DEL | Édgar Benítez     | 59' |
| 12 | MED | Juan Carlos Rojas | 76' |

| 21' | Dante López | 1:0 |

| 30' | David Toledo |

| 82' | Paul Aguilar |

| Principal  | Francisco Chacón  |
| Asistentes | Alberto Morín     |
|            | Alejandro Ayala   |
| Cuarto     | Armando Archundia |

#### Final - Vuelta
| 1     | POR   | Miguel Calero            |     |
| 26    | DEF   | Javier Muñoz             |     |
| 4     | DEF   | Marco Iván Pérez         |     |
| 16    | DEF   | Carlos Gerardo Rodríguez |     |
| 22    | DEF   | Paul Aguilar             |     |
| 15    | DEF   | Luis Montes              | 60' |
| 6     | MED   | Jaime Correa             |     |
| 8     | MED   | Gabriel Caballero        | 72' |
| 19    | MED   | Christian Giménez        |     |
| 7     | MED   | Damián Álvarez           |     |
| 21    | DEL   | Blas Pérez               | 97' |
| D. T. | D. T. | Enrique Meza             |     |

| 125   | POR   | Sergio Bernal          |     |
| 3     | DEF   | Marco Antonio Palacios |     |
| 4     | DEF   | Darío Verón            |     |
| 6     | DEF   | Efraín Juárez          |     |
| 2     | DEF   | Efraín Velarde         |     |
| 13    | MED   | Jehu Chiapas           | 95' |
| 5     | MED   | Israel Castro          |     |
| 26    | MED   | David Toledo           |     |
| 17    | DEL   | Francisco Palencia     | 84' |
| 20    | DEL   | Ismael Íñiguez         | 53' |
| 9     | DEL   | Dante López            |     |
| D. T. | D. T. | Ricardo Ferretti       |     |

| 11 | MED | José María Cárdenas   | 60' |
| 18 | MED | José Francisco Torres | 72' |
| 12 | MED | Juan Carlos Rojas     | 97' |

| 7  | MED | Leandro Augusto | 53' |
| 10 | DEL | Martín Bravo    | 84' |
| 8  | DEL | Pablo Barrera   | 95' |

| 32' (pen.) · 78' | Christian Giménez | 1:0 2:1 |

| 62' · 107' | Dante López Pablo Barrera | 1:1 2:2 |

| 13' · 28' · 65' · 72' | Luis Montes Gabriel Caballero Damián Álvarez Paul Aguilar |

| 47' · 109' · 119' · 120' | Jehu Chiapas Leandro Augusto Marco Antonio Palacios Sergio Bernal |

| 89' | Javier Muñoz |

| Principal  | Paul Delgadillo       |
| Asistentes | Alejandro Cruz        |
|            | Pedro Rebollar León   |
| Cuarto     | José Alfredo Peñalosa |

| 1     | POR   | Miguel Calero            |     |
| 26    | DEF   | Javier Muñoz             |     |
| 4     | DEF   | Marco Iván Pérez         |     |
| 16    | DEF   | Carlos Gerardo Rodríguez |     |
| 22    | DEF   | Paul Aguilar             |     |
| 15    | DEF   | Luis Montes              | 60' |
| 6     | MED   | Jaime Correa             |     |
| 8     | MED   | Gabriel Caballero        | 72' |
| 19    | MED   | Christian Giménez        |     |
| 7     | MED   | Damián Álvarez           |     |
| 21    | DEL   | Blas Pérez               | 97' |
| D. T. | D. T. | Enrique Meza             |     |

| 125   | POR   | Sergio Bernal          |     |
| 3     | DEF   | Marco Antonio Palacios |     |
| 4     | DEF   | Darío Verón            |     |
| 6     | DEF   | Efraín Juárez          |     |
| 2     | DEF   | Efraín Velarde         |     |
| 13    | MED   | Jehu Chiapas           | 95' |
| 5     | MED   | Israel Castro          |     |
| 26    | MED   | David Toledo           |     |
| 17    | DEL   | Francisco Palencia     | 84' |
| 20    | DEL   | Ismael Íñiguez         | 53' |
| 9     | DEL   | Dante López            |     |
| D. T. | D. T. | Ricardo Ferretti       |     |

| 11 | MED | José María Cárdenas   | 60' |
| 18 | MED | José Francisco Torres | 72' |
| 12 | MED | Juan Carlos Rojas     | 97' |

| 7  | MED | Leandro Augusto | 53' |
| 10 | DEL | Martín Bravo    | 84' |
| 8  | DEL | Pablo Barrera   | 95' |

| 32' (pen.) · 78' | Christian Giménez | 1:0 2:1 |

| 62' · 107' | Dante López Pablo Barrera | 1:1 2:2 |

| 13' · 28' · 65' · 72' | Luis Montes Gabriel Caballero Damián Álvarez Paul Aguilar |

| 47' · 109' · 119' · 120' | Jehu Chiapas Leandro Augusto Marco Antonio Palacios Sergio Bernal |

| 89' | Javier Muñoz |

| Principal  | Paul Delgadillo       |
| Asistentes | Alejandro Cruz        |
|            | Pedro Rebollar León   |
| Cuarto     | José Alfredo Peñalosa |

| 1     | POR   | Miguel Calero            |     |
| 26    | DEF   | Javier Muñoz             |     |
| 4     | DEF   | Marco Iván Pérez         |     |
| 16    | DEF   | Carlos Gerardo Rodríguez |     |
| 22    | DEF   | Paul Aguilar             |     |
| 15    | DEF   | Luis Montes              | 60' |
| 6     | MED   | Jaime Correa             |     |
| 8     | MED   | Gabriel Caballero        | 72' |
| 19    | MED   | Christian Giménez        |     |
| 7     | MED   | Damián Álvarez           |     |
| 21    | DEL   | Blas Pérez               | 97' |
| D. T. | D. T. | Enrique Meza             |     |

| 125   | POR   | Sergio Bernal          |     |
| 3     | DEF   | Marco Antonio Palacios |     |
| 4     | DEF   | Darío Verón            |     |
| 6     | DEF   | Efraín Juárez          |     |
| 2     | DEF   | Efraín Velarde         |     |
| 13    | MED   | Jehu Chiapas           | 95' |
| 5     | MED   | Israel Castro          |     |
| 26    | MED   | David Toledo           |     |
| 17    | DEL   | Francisco Palencia     | 84' |
| 20    | DEL   | Ismael Íñiguez         | 53' |
| 9     | DEL   | Dante López            |     |
| D. T. | D. T. | Ricardo Ferretti       |     |

| 11 | MED | José María Cárdenas   | 60' |
| 18 | MED | José Francisco Torres | 72' |
| 12 | MED | Juan Carlos Rojas     | 97' |

| 7  | MED | Leandro Augusto | 53' |
| 10 | DEL | Martín Bravo    | 84' |
| 8  | DEL | Pablo Barrera   | 95' |

| 32' (pen.) · 78' | Christian Giménez | 1:0 2:1 |

| 62' · 107' | Dante López Pablo Barrera | 1:1 2:2 |

| 13' · 28' · 65' · 72' | Luis Montes Gabriel Caballero Damián Álvarez Paul Aguilar |

| 47' · 109' · 119' · 120' | Jehu Chiapas Leandro Augusto Marco Antonio Palacios Sergio Bernal |

| 89' | Javier Muñoz |

| Principal  | Paul Delgadillo       |
| Asistentes | Alejandro Cruz        |
|            | Pedro Rebollar León   |
| Cuarto     | José Alfredo Peñalosa |

| 1     | POR   | Miguel Calero            |     |
| 26    | DEF   | Javier Muñoz             |     |
| 4     | DEF   | Marco Iván Pérez         |     |
| 16    | DEF   | Carlos Gerardo Rodríguez |     |
| 22    | DEF   | Paul Aguilar             |     |
| 15    | DEF   | Luis Montes              | 60' |
| 6     | MED   | Jaime Correa             |     |
| 8     | MED   | Gabriel Caballero        | 72' |
| 19    | MED   | Christian Giménez        |     |
| 7     | MED   | Damián Álvarez           |     |
| 21    | DEL   | Blas Pérez               | 97' |
| D. T. | D. T. | Enrique Meza             |     |

| 125   | POR   | Sergio Bernal          |     |
| 3     | DEF   | Marco Antonio Palacios |     |
| 4     | DEF   | Darío Verón            |     |
| 6     | DEF   | Efraín Juárez          |     |
| 2     | DEF   | Efraín Velarde         |     |
| 13    | MED   | Jehu Chiapas           | 95' |
| 5     | MED   | Israel Castro          |     |
| 26    | MED   | David Toledo           |     |
| 17    | DEL   | Francisco Palencia     | 84' |
| 20    | DEL   | Ismael Íñiguez         | 53' |
| 9     | DEL   | Dante López            |     |
| D. T. | D. T. | Ricardo Ferretti       |     |

| 11 | MED | José María Cárdenas   | 60' |
| 18 | MED | José Francisco Torres | 72' |
| 12 | MED | Juan Carlos Rojas     | 97' |

| 7  | MED | Leandro Augusto | 53' |
| 10 | DEL | Martín Bravo    | 84' |
| 8  | DEL | Pablo Barrera   | 95' |

| 32' (pen.) · 78' | Christian Giménez | 1:0 2:1 |

| 62' · 107' | Dante López Pablo Barrera | 1:1 2:2 |

| 13' · 28' · 65' · 72' | Luis Montes Gabriel Caballero Damián Álvarez Paul Aguilar |

| 47' · 109' · 119' · 120' | Jehu Chiapas Leandro Augusto Marco Antonio Palacios Sergio Bernal |

| 89' | Javier Muñoz |

| Principal  | Paul Delgadillo       |
| Asistentes | Alejandro Cruz        |
|            | Pedro Rebollar León   |
| Cuarto     | José Alfredo Peñalosa |